# HMS Stalker (D91)
HMS Stalker (D91), nguyên là tàu sân bay hộ tống USS Hamlin (CVE-15) (ký hiệu lườn ban đầu AVG-15 và rồi là ACV-15) của Hải quân Hoa Kỳ thuộc lớp Bogue, được chuyển cho Hải quân Hoàng gia Anh Quốc, và đã phục vụ trong Chiến tranh Thế giới thứ hai. Sau chiến tranh nó được hoàn trả cho Mỹ, được bán để hoạt động cho hàng hải thương mại tư nhân, được đổi tên thành Riouw và sau đó là Lobito, và cuối cùng bị tháo dỡ vào tháng 9 năm 1975 tại Đài Loan.

## Thiết kế – Chế tạo – Chuyển giao
Nó được đặt lườn vào ngày 6 tháng 10 năm 1941 như một tàu hàng kiểu C3 theo hợp đồng với Ủy ban Hàng hải Hoa Kỳ; được chế tạo bởi hãng Western Pipe and Steel Company tại San Francisco, California, và được hạ thủy vào ngày 5 tháng 3 năm 1942 với ký hiệu lườn AVG-15 dưới sự đỡ đầu của Bà William H. Shea. Nó được xếp lại lớp như một tàu sân bay phụ trợ ACV-15 vào ngày 20 tháng 8 năm 1942. Được Hải quân Hoa Kỳ sở hữu vào ngày 21 tháng 12 năm 1942, nó đồng thời được chuyển cho Anh Quốc theo chương trình Cho thuê-cho mượn cùng ngày hôm đó. Nó được đổi tên thành HMS Stalker (D91) và đưa ra hoạt động cùng Hải quân Hoàng gia như một chiếc thuộc lớp tàu sân bay hộ tống Attacker.

## Lịch sử hoạt động
Stalker đóng một vai trò quan trọng trong các chiến dịch của Đồng Minh tại Đại Tây Dương. Nó tham gia vào cuộc đổ bộ lên Salerno trong tháng 9 năm 1943, hỗ trợ trên không tại chỗ hiệu quả cho lực lượng tấn công. Stalker cũng tham gia vào các cuộc đổ bộ quan trọng tại miền Nam nước Pháp vào tháng 8 năm 1944.
Được hoàn trả cho Hoa Kỳ vào ngày 29 tháng 12 năm 1945, nó được rút khỏi danh sách Đăng bạ Hải quân vào ngày 20 tháng 3 năm 1946 và được bán cho hãng Waterman Steamship Corp. tại Mobile, Alabama vào ngày 18 tháng 12 năm 1946. Waterman bán lại con tàu cho Hà Lan vào tháng 8 năm 1947, nơi nó được cải biến thành chiếc tàu buôn Riouw. Được đổi tên một lần nữa thành Lobito vào năm 1968, cuối cùng nó được tháo dỡ tại Đài Loan vào tháng 9 năm 1975.